# Tremolit
Tremolit – minerał z gromady krzemianów, z grupy amfiboli. Minerał pospolity i szeroko rozpowszechniony.
Nazwa pochodzi od doliny Tremola w masywie St. Gotthard w Alpach Szwajcarskich, gdzie minerał ten występuje.

## Charakterystyka

### Właściwości
Jest kruchy, przezroczysty. Często zawiera niewielkie ilości manganu, tytanu lub chromu. Tworzy kryształy słupkowe, igiełkowe, włoskowe. Występuje w skupieniach ziarnistych, zbitych, włóknistych. Bardzo często wykazuje budowę wachlarzowatą lub promienistą. Niektóre skupienia wykazują się azbestowym wykształceniem.

### Występowanie
Minerał metamorficzny i kontaktowo – metamorficzny. Składnik skał metamorficznych. Spotykany w przeobrażonych wapieniach i dolomitach. Główny minerał skałotwórczy nefrytu.
Miejsca występowania:
- Na świecie: Rosja – Ural, okolice Bajkału, USA – Arizona, Kalifornia, Kanada – Ontario, Quebec, Chiny, Szwajcaria, Austria, Włochy.

- W Polsce: występuje na Dolnym Śląsku, w Górach Izerskich, Karkonoszach, okolicach Strzelina, Kamiennej Góry, koło Złotego Stoku oraz Krzeszowic w Małopolsce.

### Zastosowanie
Surowiec do produkcji azbestu. Cenny kamień kolekcjonerski i ozdobny.